# Hermanus Zanen

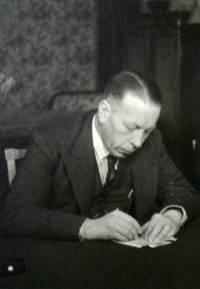

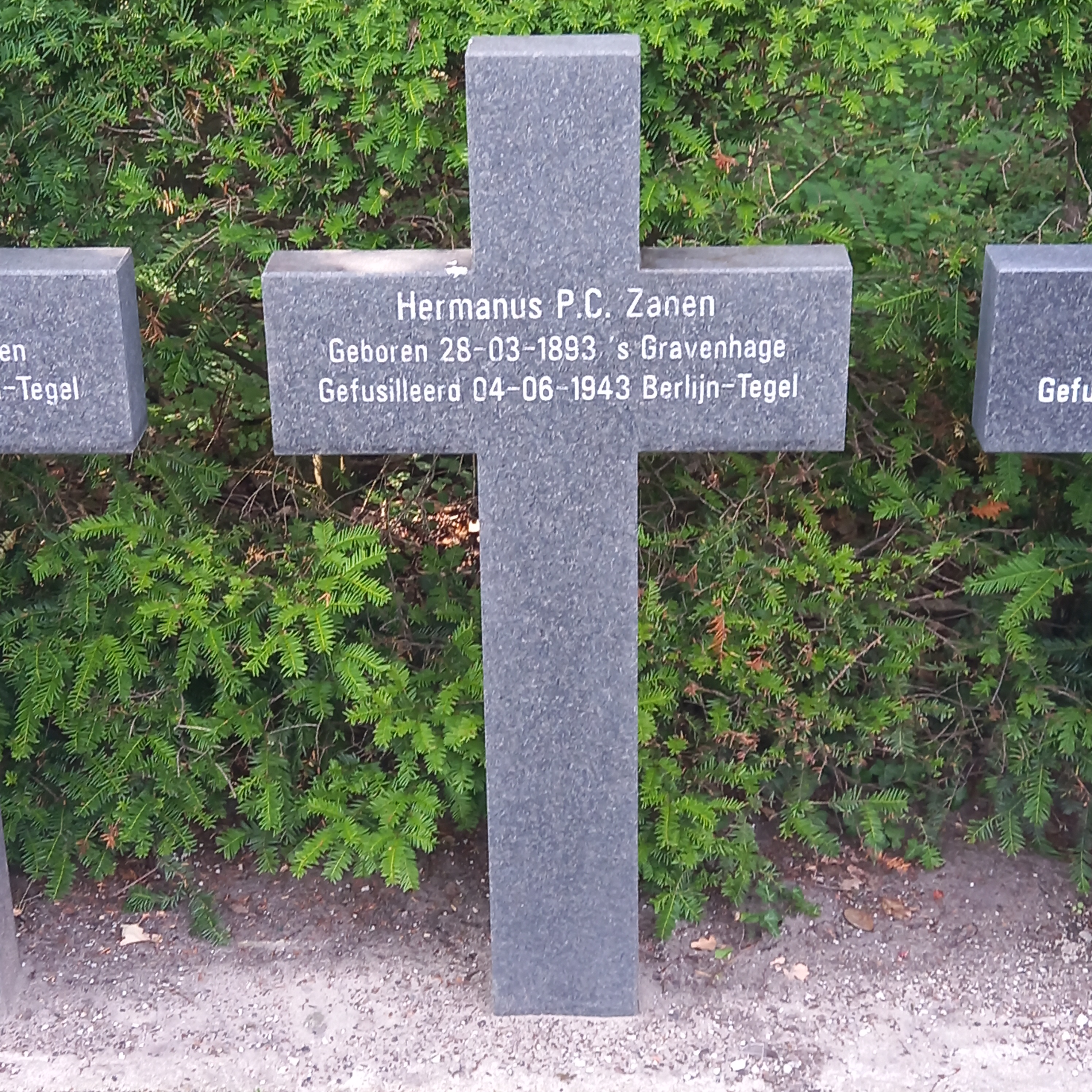
Het graf van Hermanus Zanen op begraafplaats Westduin in Den Haag

Hermanus Pieter Cornelis Zanen (Den Haag, 28 maart 1893 - Berlin-Tegel, 4 juni 1943) was sinds 1923 directeur van de Maatschappij tot Exploitatie van Onroerende Goederen Laan van Meerdervoort.
Toen de Tweede Wereldoorlog  uitbrak, besloten hij en zijn zwager Rudolf Gostelie in het verzet te gaan. Ze werden lid van de Stijkelgroep. Beiden werden gearresteerd en naar het Oranjehotel gebracht. Later werden zij op transport gezet via Oranienburg naar de gevangenis in Berlijn-Tegel.
Zanen, zijn zwager en 37 andere leden van de Stijkelgroep werden ter dood veroordeeld. Op 4 juni 1943 werden 32 van hen gefusilleerd. Een man was reeds overleden, vijf kregen gratie en werden naar een tuchthuis gestuurd.
Met de andere gefusilleerde leden van de Stijkelgroep werd Zanen in Oost-Berlijn begraven. In 1947 werden de stoffelijke resten naar Nederland overgebracht en op de begraafplaats Westduin herbegraven. De houten kruizen werden later vervangen door kalkstenen kruizen. In 1953 werd door burgemeester Schokking een monument voor de Stijkelgroep onthuld.